# 40-й танковий батальйон (Третій Рейх)
40-й танковий батальйон (Третій Рейх) (нім. Panzer-Abteilung 40 або Pz.Abt.z.b.V. 40) — танковий батальйон Сухопутних військ вермахту часів Другої світової війни, що діяв на крайній Півночі у часи німецько-радянської війни.

## Історія
8 березня 1940 року у ході підготовки вермахту до вторгнення у скандинавські країни був сформований окремий танковий підрозділ у складі трьох легких танкових рот 6./Pz.Rgt.6 (з 5-го танкового полку 3-ї танкової дивізії), 1./Pz.Rgt.35 (з 36-го танкового полку 4-ї танкової дивізії) та 5./Pz.Rgt.15 (з 15-го танкового полку 5-ї танкової дивізії). Батальйон складався зі штабу, трьох танкових рот та підрозділів підтримки й забезпечення. У пропагандистських цілях до складу батальйону включили танковий взвод з трьох важких танків Nb.Fz.
9 квітня 1940 року батальйон (без трьох рот) брав участь у вторгненні в Данію, водночас три роти батальйону були відправлені морем прямо в Норвегію. Однак, 10 квітня при переході морем німецьке транспортне судно Antaris H було затоплено торпедною атакою британського підводного човна «Санфіш»; 15 танків затонули зі своїми екіпажами. 24 квітня 1940 року танкові роти 40-го батальйону висадилися в Осло. З цього дня батальйон мав наступну організацію: 1-ша рота (без одного взводу) була додана бойовій групі «Фішер» (340-й піхотний полк), один взвод 1-ї роти був доданий на посилення 169-ій піхотній дивізії, 3-тя рота була додана 163-ій піхотній дивізії, 2-га рота — перебувала в резерві в Осло.
На 22 червня 1941 року батальйон входив до складу XXXVI командування особливого призначення генерала Г. Файге. На запланованих напрямках дії підрозділів батальйону оборону утримували дві радянські стрілецькі дивізії: 122-га та 104-та, а також щойно перекинута з-під Пскова 1-ша танкова дивізія Героя Радянського Союзу генерал-майора Баранова В. І..
1 липня почалася активна фаза вторгнення до Радянського Союзу, під час якої 1-ша танкова рота підтримувала дії гірського корпусу «Норвегія», наступаючи на мурманському напрямку. Однак, з початком бойових дій німецькі танки в складних умовах місцевості не змогли себе зарекомендувати, отже через кілька тижнів боїв роту перевели до Оулу.
Штаб 40-го батальйону та 2-га танкова рота наступали у складі ударного угруповання XXXVI командування особливого призначення і підтримували дії моторизованої групи СС «Норд» при просуванні на Алакуртті та Кандалакшу. У серпні та вересні цю групу перевели південніше, де підпорядкували III фінському корпусу генерал-лейтенанта Я. Сііласвуо, що наступав на Кестеньгу.
3-тя танкова рота спочатку підтримувала фінську групу «F» (фін. Ryhmä F) 3-ї піхотної дивізії при наступі в напрямку Ухта — Кем, яка мала завдання прорвати радянську оборону та перерізати Кіровську залізницю.
5 грудня 1942 року батальйон включений до складу 9-го танкового полку, як 2-й батальйон (II.Pz.Rgt. 9). Пізніше він був вивезений до Норвегії і 10 червня 1943 року танковий батальйон був розформований.